# 뉴질랜드 내셔널 풋볼 리그
뉴질랜드 내셔널 풋볼 리그(New Zealand National Football League)는 뉴질랜드의 최고의 축구 리그를 지칭하는 이름이다. 원래 뉴질랜드 내셔널 사커 리그(New Zealand National Soccer League)라는 이름으로 설립된 이 대회에는 다양한 이름 리그들과 다양한 경기 방식이 있다. 가장 일반적인 방식은 클럽 팀이 홈 앤 어웨이 방식으로 최소 두 번 서로 플레이 하며
, 그 경기가 끝나면 최고의 성적을 거둔 팀이 뉴질랜드의 챔피언이 되었다. 현재는 클럽이 챔피언십 단계에 진출한 상위 팀과 함께 지역 리그에서 플레이한 다음 챔피언을 위해 서로 경기한다.

## 같이 보기
- 채텀 컵